# 魏森湖 (克恩頓州)

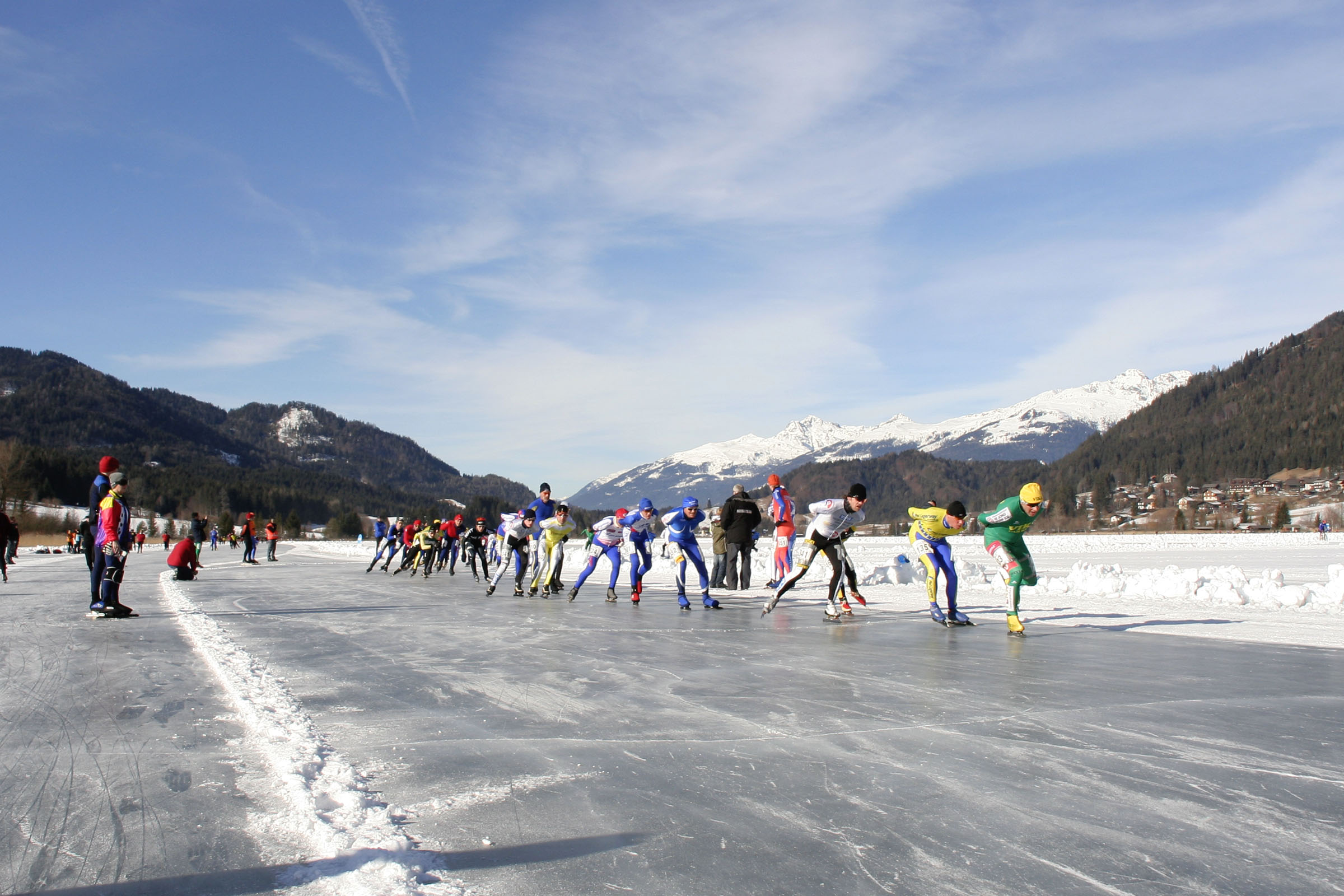

46°42′24″N 13°20′28″E / 46.70667°N 13.34111°E
魏森湖'是奧地利的湖泊，由克恩頓州負責管轄，長11.6公里、寬0.9公里，面積6.5平方公里，集水區面積46平方公里，海拔高度930米，最大水深97米。

## 外部連結
- Information from the Carinthian Institute of Limnology （页面存档备份，存于）
- （德文） Weissensee protected area （页面存档备份，存于）
- Tourist site （页面存档备份，存于）